# IV. Rudolf osztrák főherceg

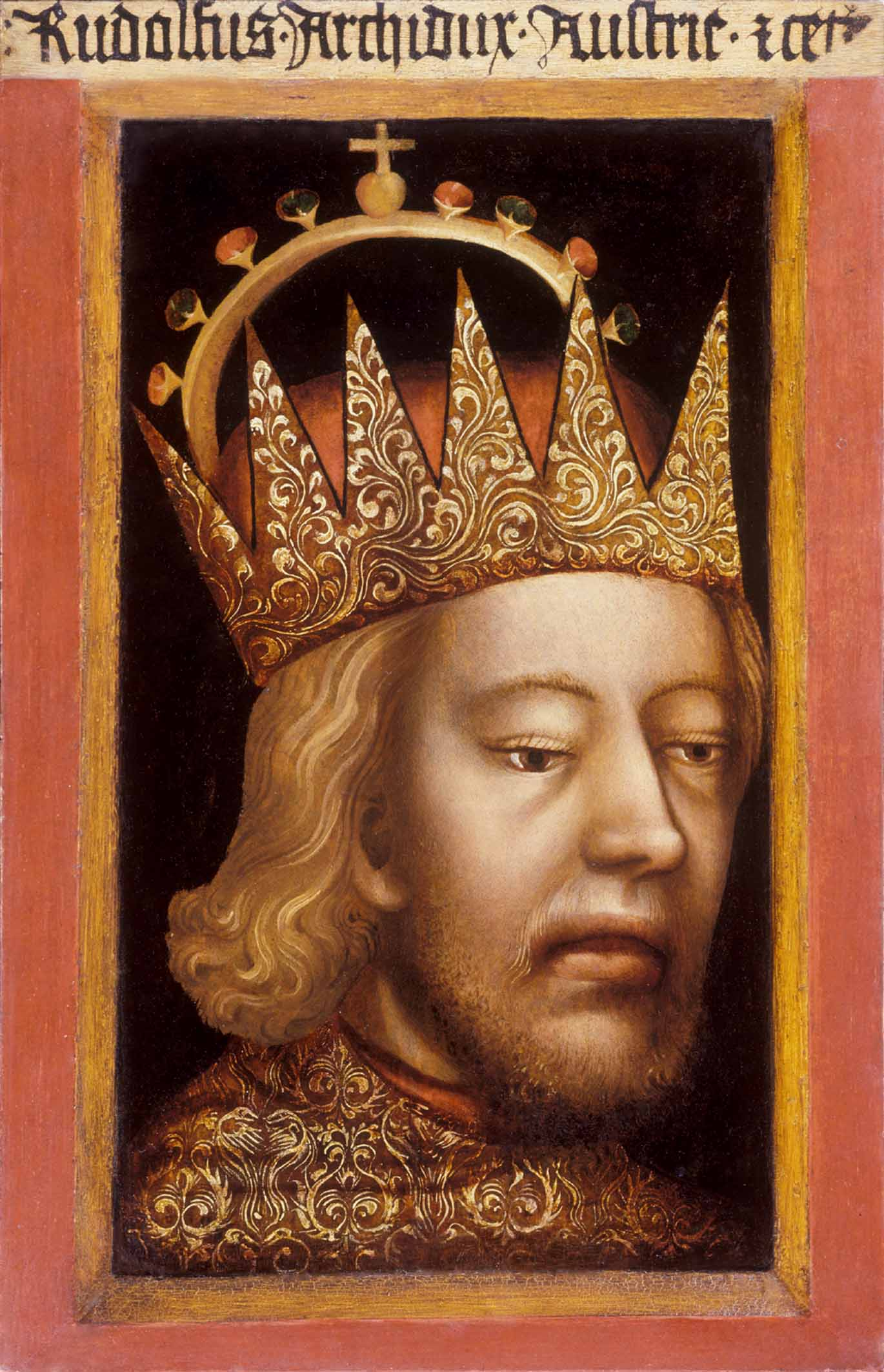
IV. Rudolf. Ezt a portrét évtizedekkel halála után a sírja fölött helyezték el a bécsi Szent István-dómban, de ma már a Főegyházmegyei Római Katolikus Múzeumban van kiállítva Bécsben.

IV. (Alapító) Rudolf (Bécs, 1339. november 1. – Milánó, 1365. július 27.) Habsburg-házi osztrák herceg és önjelölt főherceg volt 1358-tól.

## Családja
Rudolf II. Albert és Pfirti Johanna első fiaként látta meg a napvilágot Bécsben 1339-ben, a harmadik Habsburg generáció tagjaként az osztrák trónon. Ő volt az első a családjából aki Ausztriában született és ezt az országot tekintette a hazájának és ezzel hatalmas népszerűsére tett szert. Azt mondják ő volt a középkor egyik legenergikusabb és legaktívabb osztrák uralkodója, így már fiatal korában nagy esélye volt rá hogy királlyá koronázzák.
Azzal, hogy feleségül vette Csehországi Katalint, IV. Károly német-római császár és Valois Blanka veje, valamint I. Lajos magyar király sógora lett.

## Életpályája
Mohósága és apósával folytatott versengése, aki Prágát a kulturális élet központjává emelte, fontos szerepet játszottak terveiben és elképzeléseiben. Ahogy Károly Prágát, úgy Rudolf Bécset akarta a legfontosabb város rangjára emelni, amit több korabeli dokumentum is bizonyít.
Egyetlen dolog állt csak az útjában, ami már évszázadok óta izgatta az osztrákokat. Mégpedig az hogy Bécs nem volt püspöki székhely, sőt, mi több a passaui egyházmegye fennhatósága alá tartozott. Így ez a város nem volt megfelelő hercegi központnak. És mivel a passaui püspök jó kapcsolatot ápolt a pápával esély sem volt egy új, Bécs központú, osztrák egyházmegye alapítására. Ezért Rudolf beavatkozott a Szent István-dóm bíborosi gyűlésébe, amely a püspököt választotta és elismertette velük a főhercegi címét. Ezért cserébe Rudolf kibővítette a dómot és megkezdte az épület gótikus stílusú átépítését. A dóm új konstrukciója meglepően hasonlított a prágai Szent Vitus-székesegyházéhoz.
A Rudolf által 1365-ben alapított bécsi egyetem pedig felvehette a versenyt a IV. Károly által 1348-ban alapított prágai egyetemmel. Ma ez az intézmény a Alma Mater Rudolphina nevet viseli és a legidősebb egyetem a német anyanyelvű világban. Ám legidősebb még ma is működő karát, a teológiai kart, csak 1385-ben alapították, húsz évvel Rudolf halála után.
Rudolf mindent elkövetett, hogy hercegi rangúra emelje Bécs gazdaságát. Ennek érdekében egy új valutát s bevezetett Wiener Pfennig (bécsi fillér) néven. Ez a lépés jelentősen megemelte a jövedelmeit is, mivel a pénzváltásból származó haszon jelentős volt.
Rudolf utasítására 1358/59 telén öt hamisított oklevelet készítettek a kancelláriában az 1156-ban kiadott Privilegium Minus nyomán. Ezeket az okiratokat 1058, 1156, 1228, 1245 és 1283 évekre datálták. Ezek alkotják a Privilegium Maius-t, s amellyel Rudolf önjelölt főherceggé vált, és dinasztiáját de facto a Német-római Birodalom választófejedelmeinek rangjára emelte. Ez azt hivatott kompenzálni, hogy Ausztria nem szavazhatott az 1356-os Német Aranybullában meghatározott hét választófejedelemséggel ellentétben. III. Frigyes német-római császár a mainzi, a brandenburgi, és szász választófejedelmek hozzájárulásával 1442-ben elfogadta a Privilegium Maiust, ezzel a főhercegi címet a birodalmi jog alapján is elismerték. Ezt a főhercegi címet minden Habsburg viselte a 16. századtól kezdve. Mivel a választófejedelmi cím csak főhercegi rangban örökölhető, törvénye alapján a család elsőszülött fiúgyermeke automatikusan megkapja a főhercegi címet is.
1363-ban szövetséget kötött Margit tiroli grófnővel, melynek értelmében Margit halála után Rudolf örökli Tirolt. 1364-ben Károllyal is szövetséget kötött amely egyesítette a Habsburg és a Luxemburgi örökséget.
Ambiciózus természetének köszönhető a térség modernizálása, amely Ausztriát Közép-Európa egyik legfontosabb körzetévé tette. Korai halála viszont megszakította hasszútávú terveit. Ugyanis fivérei, III. Albert és III. Lipót egymás ellen fordultak a hatalomért és ketté szakították az országot 1379-ben.
Rudolf Milánóban halt meg 1365-ben. Ő és felesége a bécsi Szent István-dóm hercegi kriptájában nyugszanak.